# Puchar Świata w narciarstwie alpejskim 1976/1977
Sezon 1976/1977 Pucharu Świata w narciarstwie alpejskim rozpoczął się 9 grudnia 1976 we francuskim Val d’Isère, a zakończył 25 marca 1977 w hiszpańskiej Sierra Nevadzie. Rozegrano 27 konkurencji dla kobiet (8 zjazdów, 8 slalomów gigantów, 8 slalomów specjalnych i 3 kombinacje) i 33 konkurencje dla mężczyzn (10 zjazdów, 10 slalomów gigantów, 10 slalomów specjalnych i 3 kombinacje).
Puchar Narodów (łącznie) zdobyła reprezentacja Austrii, wyprzedzając Szwajcarię i Włochy.

## Puchar Świata w narciarstwie alpejskim kobiet
Wśród kobiet najlepszą zawodniczką okazała się Szwajcarka Lise-Marie Morerod, która zdobyła 319 punktów, wyprzedzając Austriaczki Annemarie Moser-Pröll i Monikę Kaserer.
W poszczególnych klasyfikacjach tryumfowały:
- Brigitte Totschnig – zjazd
- Lise-Marie Morerod – slalom
- Lise-Marie Morerod – slalom gigant
- Hanni Wenzel – kombinacja

## Puchar Świata w narciarstwie alpejskim mężczyzn
Wśród mężczyzn najlepszym zawodnikiem okazał się Szwed Ingemar Stenmark, który zdobył 339 punktów, wyprzedzając Austriaków Klausa Heideggera i Franza Klammera.
W poszczególnych klasyfikacjach tryumfowali:
- Franz Klammer – zjazd
- Ingemar Stenmark – slalom
- Ingemar Stenmark i  Heini Hemmi – slalom gigant
- Sepp Ferstl – kombinacja

## Puchar Narodów (kobiety + mężczyźni)
- 1.  Austria – 1973 pkt
- 2.  Szwajcaria – 1153 pkt
- 3.  Włochy – 688 pkt
- 4.  RFN – 381 pkt
- 5.  Liechtenstein – 370 pkt